# Recip
Recip var namnet på två svenska läkemedelsföretag.

## Ursprungsföretaget
Recip grundades 1942 som dotterbolag till det kemitekniska företaget AB Oxygenol. Bland framgångsrika originalprodukter kan nämnas näsdropparna Biogan (nafazolinklorid) från 1945 och Lergigan (prometazin) från 1949, ett antihistaminikum senare främst använt som lugnande och sövande medel.
1965 förvärvade Kabi bolaget och flera av dess produkter nådde på så vis internationella marknader. 1966 lanserades Bicor (terodilin) för angina pectoris, men man upptäckte senare dess goda effekt på urininkontinens. 1986 lanserades terodilin som Mictrol för denna indikation och tog en tredjedel av världsmarknaden innan det 1991 drogs in på grund av biverkningar.
Recip upphörde som aktivt bolag 1987. 

## Det nya Recip
1995 återuppstod namnet som beteckning för ett genom management buyout från Pharmacia avknoppat bolag inom farmaceutisk produktion. I december 2007 förvärvade Meda AB Recips egna produkter och varumärket Recip. Den kvarstående delen av bolaget är nu inriktad på kontraktstillverkning och utveckling under namnet Recipharm.